# Nycticeius aenobarbus
Nycticeius aenobarbus е вид бозайник от семейство Гладконоси прилепи (Vespertilionidae).

## Описание
Този прилеп има обща дължина на тялото от 58 mm, като дължината на предмишницата е 25 mm, а дължината на опашката – 20 mm.

## Разпространение
Този вид е описан на базата на женски индивид, заловен преди 1840 г. и принадлежащ към колекция от Южна Америка. По-скорошни проучвания обаче поставят под въпрос истинския географски произход на екземпляра.